# Fritz Melbye

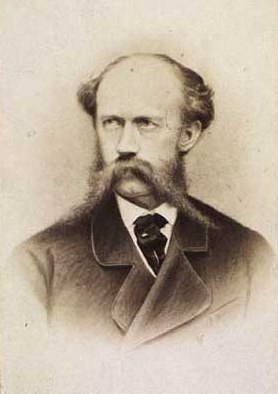
Fritz Melbye (ohne Jahr)

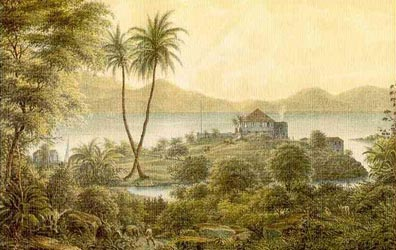
Fritz Melbye: Cruz Bay Battery

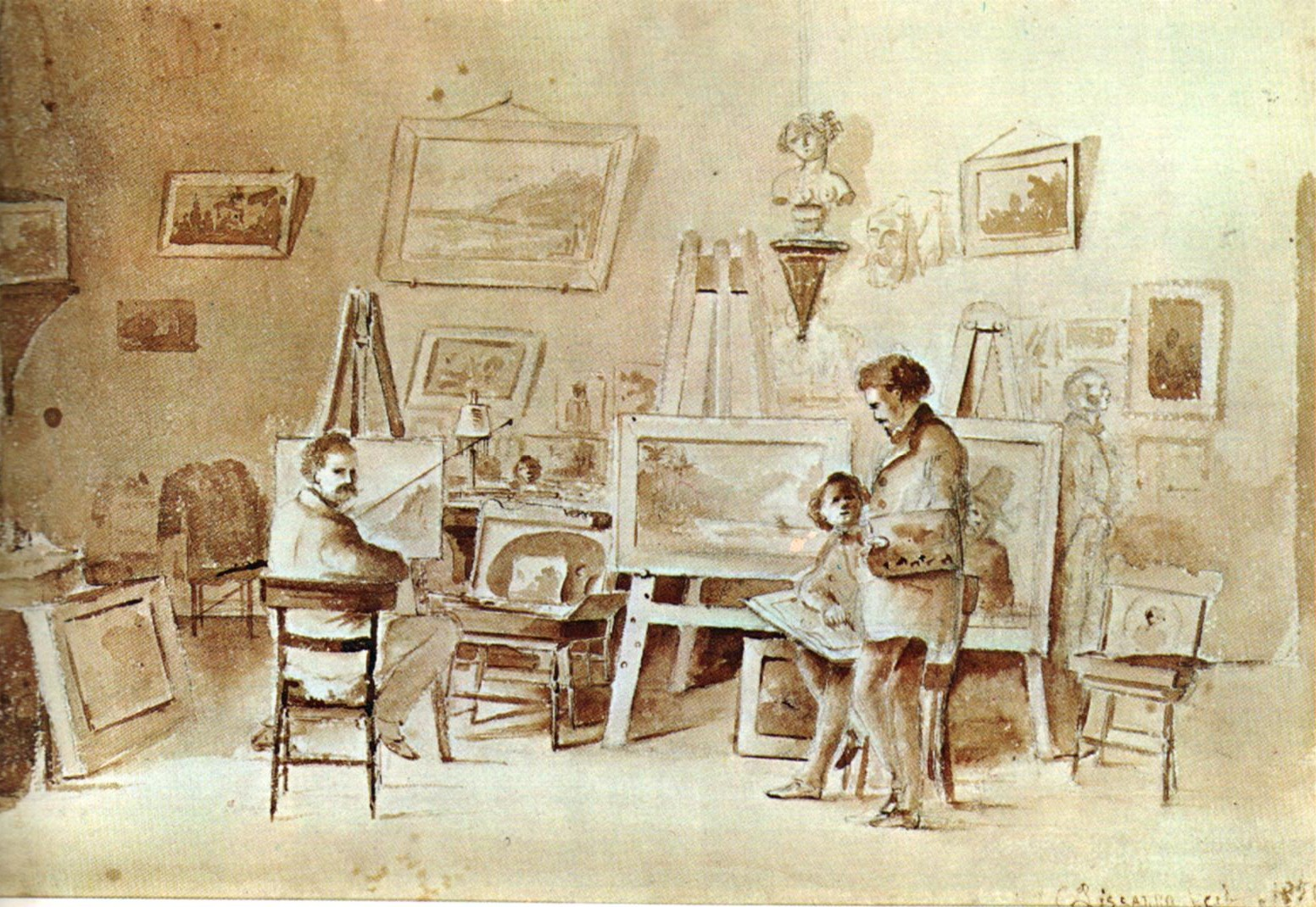
Camille Pissarro: Fritz Melbye und Pissarro in dem gemeinsamen Atelier in Caracas, ca. 1854

Fritz Georg Sigfried Melbye (geboren 24. August 1826 in Helsingør; gestorben 14. Dezember 1869 in Shanghai) war ein dänischer Maler.

## Leben
Fritz Melbye war der jüngere Bruder von Anton Melbye (1818–1875) und  Vilhelm Melbye (1824–1882). Anton führte ihn in die Technik und die Sujets der Landschafts- und Marinemalerei ein, in der Fritz Melbye schon als junger Maler reüssierte. Melbye hatte in Kopenhagen, und dort auch im Schloss Charlottenborg, schon eine erfolgreiche Ausstellungssaison gehabt, als er 1849 nach Dänisch-Westindien aufbrach. Er ließ sich in Saint Thomas nieder und schloss Freundschaft, vermutlich im Frühjahr 1850, mit dem jüngeren Camille Pissarro, den er darin bestärkte, ebenfalls Maler zu werden. Im November 1852 fuhren die beiden nach Venezuela, wo sie verschiedene Regionen bereisten und in den Städten La Guaira und Caracas lebten und malten. In Caracas teilten sie sich 1853 ein Atelier. Sie erlebten, wie in Venezuela im März 1854 die Sklaverei aufgehoben wurde.
Während Pissarro im August 1854 nach Saint Thomas zurückkehrte, ging Melbye von April 1855 bis April 1856 noch in die Llanos'. Die beiden schrieben einander Briefe und trafen sich im September 1856 in Paris wieder, wo Pissarro Schüler bei Anton Melbye geworden war. Melbye konnte sich im Gegensatz zu seinem Bruder Anton in der Pariser Kunstszene nicht etablieren, während Pissarro eigene neue Wege ging. Melbye knüpfte Kontakte mit Kunstsammlern in New York und verließ im Juli 1857 Europa. In New York, wo er nachweislich in den Jahren 1861 bis 1863 seine in Neufundland, Europa und Venezuela entstandenen Bilder in der Pennsylvania Academy of the Fine Arts zum Verkauf ausstellte, hatte er ein Atelier und freundete sich mit Frederic Church an. 1866 vertraute er Church seinen Atelierbestand an und reiste nach China und Japan. In Peking durfte er in den Kaiserlichen Gärten malen.

## Werke
Zu Fritz Melbye existiert bislang kein Werkverzeichnis. Größere Sammlungen befanden sich im Nachlass von Frederic Church, der zum Teil von der Familie Cyrus McCormick erworben wurde,  und im Besitz der Banco Central de Venezuela. 1979 wurde im Bestand von Church in Olana ein Konvolut von Arbeiten aus der Zeit Melbyes und Pissarros in Venezuela entdeckt, die Bilder konnten bislang nicht definitiv dem einen oder anderen zugeschrieben werden.